# 昭和医科大学病院附属東病院
昭和医科大学病院附属東病院（しょうわいかだいがくびょういんふぞくひがしびょういん）は、昭和医科大学が設置している8つの附属病院の一つである。
当初は昭和医科大学病院の東病棟として設置されていたが、分離する形で、1999年4月1日に開院。
事実上は昭和医科大学病院本院の東棟の位置付けであるが、中原街道をはさみ一定の距離があるので法律の要請で別病院となっている。

## 沿革
- 1928年 - 財団法人昭和医学専門学校を設立し、昭和医学専門学校設置。講堂および附属医院竣工。
- 1946年 - 学校法人昭和医科大学設立。昭和医科大学病院に名称変更。
- 1964年 - 昭和医科大学病院を昭和大学病院に名称変更
- 1987年 - 昭和大学病院東棟（現昭和大学病院附属東病院）開設
- 1999年 - 昭和大学病院附属東病院開設（昭和大学病院より分離・独立）
- 2009年 - DPC（診断群分類に基づく入院医療の包括評価）対象病院に認定
- 2017年 - 電子カルテシステム稼働
- 2018年 - 睡眠医療センター開設、呼吸ケアセンター開設
- 2020年 - 2階外来に外来化学療法室新設。眼科にて多焦点眼内レンズ治療開始
- 2021年 - 6階病棟に陰圧設備導入[1]
- 2025年 - 大学名の変更に伴い昭和医科大学病院附属東病院に名称変更。

## 診療科
- リウマチ・膠原病内科
- 脳神経内科
- 精神神経科
- 整形外科
- 眼科
- 麻酔科（ペインクリニック）
- 睡眠医療センター

## 保険医療機関、公費負担医療機関及びその他の病院の種類
- 保険医療機関
- 労災保険指定医療機関
- 指定自立支援医療機関（更生医療・育成医療・精神通院医療）
- 身体障害者福祉法指定医の配置されている医療機関
- 精神保健指定医の配置されている医療機関
- 生活保護法指定医療機関
- 公害医療機関
- 臨床研修指定病院
- 特定疾患治療研究事業委託医療機関
- DPC対象病院

## アクセス
- 東急池上線旗の台駅下車、徒歩10分。
- 東急池上線荏原中延駅下車、徒歩10分。